# Калимок-Бръшлен
Калимок-Бръшлен е защитена местност в България, намираща се под код 146 в Регистъра на защитените територии и защитените зони в България. Заема площ от 5952,34 хектара в територията на Тутраканската низина в границите на селата Бабово, Бръшлен, Голямо Враново и Ряхово в Община Сливо поле, и град Тутракан и селата Нова Черна, Старо село и Цар Самуил в Община Тутракан. Включва и българските острови по Дунава Мишка, Малък Бръшлен, Голям Бръшлен, Пясъчник, Калимок, Радецки и един безименен.
Защитената местност се намира под контрола на Регионална инспекция по околната среда и водите – Русе и Регионална дирекция по горите – Русе. Обявена е за защитена през 2001 година с приет план за управление през 2007 година.
Две са целите, с които местността е обявена за защитена. От една страна цел е запазването на разнообразието на характерни за района екосистеми и ландшафти: естествени блатни, крайречни и преовлажнени местообитания. Сред забранените дейности в защитената местност са дейностите, свързани с изсичането на горския фонд, отводняването и нарушаването на водния режим и превръщане на ливадите и пасищата в обработваеми площи, както и дообивът на полезни изкопаеми по открит способ.
Втората цел е опазването на местообитанията на редки и застрашени растителни и животински видове. В Калимок-Бръшлен флората е представена от 109 вида водорасли, 10 вида мъхообразни, 16 вида гъби, над 300 висши растения, над 240 вида птици, от които над 130 – гнездящи. Частично защитена зона Калимок-Бръшлен се припокрива със защитената зона Калимок Комплекс по Директивата за птиците (код BG0002030). Намиращото се в близост Тутраканско блато е обявено от Bird Life International за орнитологично важно място.